# 清华大学理学院
清华大学理学院是清华大学的一个直属学院，院级行政管理为虚体建制，下设三个实体建制。理学院位于清华校内西北区，由理学院楼、科学馆、化学馆和气象台组成。

## 历史
- 1929年，清华大学理学院成立。
- 1952年，全国高校院系调整，清华理学院被调整到外校。
- 1978年后，先后成立应用数学系、现代应用物理系、化学系、生命科学与技术系。
- 1985年，四系恢复理学院。
- 1999年，应用数学系改名数学科学系，现代应用物理系改名物理系。
- 1997年6月2日，成立清华大学高等研究中心，以杨振宁教授为名誉主任。
- 2002年8月30日，成立清华大学周培源应用数学研究中心。
- 2009年9月，生物科学与技术系调出，成立清华大学生命科学学院。

## 机构
- 数学科学系
- 物理系
- 天文系
- 化学系
- 地学系
- 原子分子纳米科学教育部重点实验室
- 清华大学生命有机磷化学及化学生物学教育部重点实验室
- 有机光电子与分子工程教育部重点实验室

## 附註
1. ↑  清华大学理学院简介 的存檔，存档日期2010-02-27.